# Partia Młodych Chin
Partia Młodych Chin (chiń. upr. 中国青年党; chiń. trad. 中國青年黨; pinyin Zhōngguó Qīngnián Dǎng) – niewielka partia polityczna działająca w Republice Chińskiej.
Została założona w 1923 roku w Paryżu w środowisku chińskich studentów jako partia nacjonalistycznie nastawionej młodzieży opozycyjnej wobec prowadzącej ożywioną działalność Komunistycznej Partii Chin. Głównymi jej działaczami byli Zeng Qi, He Luzhi, Li Huang, Zuo Shunsheng, Chen Qitian i Yu Jiaju. Obecną nazwę przyjęła w 1929 roku. Odwoływała się do haseł Ruchu 4 Maja, głosząc zdecydowany antykomunizm oraz opowiadając się za demokratycznym system politycznym i tzw. trzecią drogą w gospodarce.
W trakcie ekspedycji północnej partia współpracowała z militarystyczną kliką Beiyang, krytykując Kuomintang za zawarcie sojuszu z komunistami. Po przejęciu w 1927 roku przez KMT władzy nad Chinami odrzuciła propozycję połączenia się ze zwycięskim ugrupowaniem i w 1928 roku została zdelegalizowana. Wskutek prześladowań zeszła do podziemia. Występowała przeciwko rządowi nankińskiemu za dążenie do wprowadzenia autorytarnej dyktatury i brak reakcji zbrojnej na incydent mukdeński w 1931 roku.
Po wybuchu wojny chińsko-japońskiej w 1937 roku została ponownie zalegalizowana i zawarła porozumienie z Kuomintangiem. Wraz z kilkoma niewielkimi ugrupowaniami demokratycznymi utworzyła Chińską Ligę Demokratyczną. W 1945 roku jeden z przywódców partii, Li Huang, wchodził w skład chińskiej delegacji na konferencji założycielskiej Organizacji Narodów Zjednoczonych w San Francisco. Po 1945 roku partia próbowała pośredniczyć w porozumieniu między KMT a KPCh, jednak po rozłamie opowiedziała się zdecydowanie po stronie Kuomintangu, utrzymując z nim odtąd ścisły sojusz. W 1947 roku przedstawiciele PMCh weszli w skład rządu.
Po zwycięstwie komunistów w chińskiej wojnie domowej w 1949 roku struktury partii ewakuowały się wraz z rządem republikańskim na Tajwan. W okresie tzw. białego terroru (1949-1987) PMCh posiadała mandat na bycie koncesjonowaną opozycją, funkcjonując jako partia satelicka rządzącego Kuomintangu. W szczytowym okresie liczyła około 20 tysięcy członków. Zajmowała stanowisko antykomunistyczne, jednocześnie przeciwstawiając się jakimkolwiek formom tajwańskiego separatyzmu.
W latach 80. partia zaczęła stopniowo tracić poparcie, wielu jej działaczy przeszło do opozycyjnej Demokratycznej Partii Postępowej. Wraz z liberalizacją systemu politycznego na Tajwanie po 1987 roku straciła zwolenników i przestała odgrywać aktywny udział na scenie politycznej.